# Jon Manfrellotti
Jonathan Manfrellotti (* 1953 in Little Italy, New York City) ist ein US-amerikanischer Schauspieler, der in mehreren Sitcoms mitgespielt hat.

## Karriere
Manfrellotti bekam seine erste Rolle in Flodder in Amerika! im Jahr 1992. Seither hat er mehrere kleine Auftritte in verschiedenen Mainstream-Shows gemacht. Dazu gehören Law & Order, Seinfeld, Braten und Bräute und NYPD Blue. Er trat auch in mehreren Filmen auf: Verbraten und Verkauft, Zum Glück geküsst, Willkommen in Mooseport, Das Verbrechen des Jahrhunderts und Agent 00 – Mit der Lizenz zum Totlachen.
Seine ersten großen Rolle hatte er als „Gianni“ in 25 Folgen sowohl in Alle lieben Raymond als auch in King of Queens.

## Filmografie (Auswahl)
- 1992: Flodder – Eine Familie zum Knutschen in Manhattan (Flodder in Amerika!)
- 1992: Law & Order (Fernsehserie, eine Episode)
- 1995: Seinfeld (Fernsehserie, eine Episode)
- 1995: Braten und Bräute (Platypus Man, Fernsehserie, eine Episode)
- 1996: Agent 00 – Mit der Lizenz zum Totlachen (Spy Hard)
- 1996: Das Verbrechen des Jahrhunderts (Crime of the Century, Fernsehfilm)
- 1997–2005: Alle lieben Raymond (Everybody Loves Raymond, Fernsehserie, 25 Episoden)
- 2000, 2005: King of Queens (The King of Queens, Fernsehserie, zwei Episoden)
- 2004: Willkommen in Mooseport (Welcome to Mooseport)
- 2005: New York Cops – NYPD Blue (NYPD Blue, Fernsehserie, eine Episode)
- 2006: Verbraten und Verkauft (Grilled)
- 2006: Zum Glück geküsst (Just My Luck)
- 2009: Men of a Certain Age (Fernsehserie, 13 Episoden)
- 2010–2012: Mad Men (Fernsehserie, zwei Episoden)